# 巴洛
巴洛（法語：Ballots，法語發音：[balo]）是法国马耶讷省的一个市镇，属于贡捷堡区。

## 地理
巴洛（47°53'42"N, 1°2'49"W）面积36.01 平方千米，位于法国卢瓦尔河地区大区马耶讷省，该省份为法国西北部内陆省份，北起芒什省和奧恩省，西接伊勒-维莱讷省，南至曼恩-卢瓦尔省，东临萨尔特省。
与巴洛接壤的市镇（或旧市镇、城区）包括：方丹库韦尔特、加斯蒂讷、洛布里耶尔、利夫雷拉图什、梅拉勒、拉罗、圣米歇尔德拉罗、拉塞勒克拉奈斯。

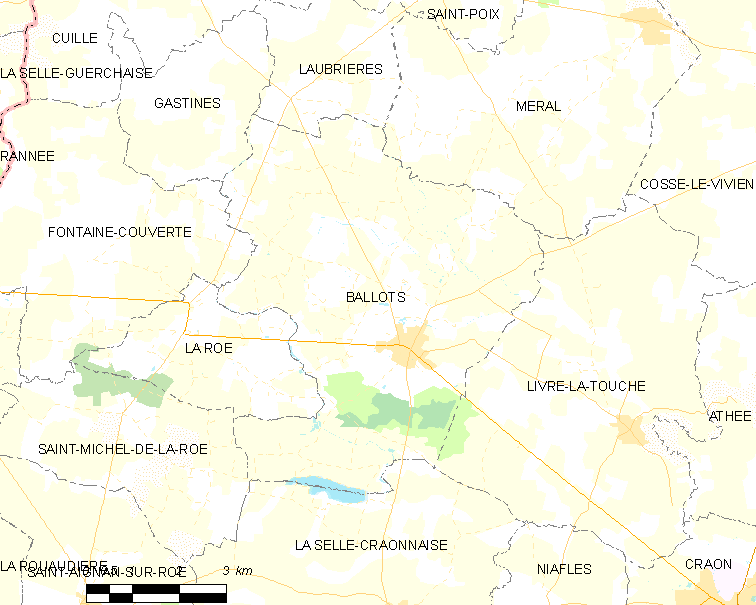
巴洛的OSM定位图

巴洛的时区为UTC+01:00、UTC+02:00（夏令时）。

## 行政
巴洛的邮政编码为53350，INSEE市镇编码为53018。

## 政治
巴洛所属的省级选区为科塞勒维维安县。

## 人口

1962-2008年间巴洛人口变化图示

巴洛于2022年1月1日时的人口数量为1298人。